# Montesarchio
Montesarchio (tiếng Latin: Caudium; tiếng Hy Lạp: Καύδιον) là một đô thị ở tỉnh Benevento, vùng Campania, phía nam Italia. Đô thị này cách Benevento 18 km về phía đông nam, trong thung lũng Caudia, dưới chân núi Monte Taburno. Đô thị này được công nhận là thành phố (Città) ngày 31 tháng 7 năm 1977..
Ở đây có lâu đài D'Avalos sau này đã bịvua Sicilicia Bourbon biến thành nhà ngục.

## Đô thị kết nghĩa
- La Garde, Pháp, từ năm 1977.